# Występy
Występy – wieś w Polsce położona w województwie świętokrzyskim, w powiecie włoszczowskim, w gminie Krasocin.
| SIMC    | Nazwa     | Rodzaj     |
| ------- | --------- | ---------- |
| 0246244 | Seperacja | przysiółek |

W latach 1975–1998 miejscowość administracyjnie należała do województwa kieleckiego.